# Çoruh
Çoruh (gruz. ჭოროხი) – rzeka w Turcji i Gruzji. Jej długość wynosi 369 km.
Źródła znajdują się na północnych stokach masywu Esence Dağları. Przepływa przez miasta Bayburt, Ispir, Yusufeli i Artvin. Uchodzi do Morza Czarnegona południe od Batumi i kilka kilometrów na północ od granicy turecko-gruzińskiej.

## Różnorodność biologiczna
Dorzecze rzeki Çoruh jest podzielone na cztery kluczowe obszary botaniczne: Góry Kaçkar (status mieszany), Dolina Çoruh (obszar ochrony dzikiej zwierzyny), Oltu i Olur (brak statusu ochronnego) i  dorzecze Tortum (obszar ochrony dzikiej zwierzyny). W centralnej części gór Kaçkar znajduje się park narodowy.

## Turystyka
Promowane są spływy kajakowe i rafting, lecz należy pamiętać, że latem nie ma w tym rejonie zbyt wielu opadów, dlatego pod koniec sierpnia rzeki mogą być zbyt płytkie. Najlepszym okresem na takie wyprawy jest maj i początek czerwca.

## Tamy
Rzeka jest wykorzystywana przez Turcję do produkcji energii elektrycznej. Zostały na niej zbudowane m.in. tamy:
- 2016: tama Artvin[6]
- 2014: tama Arkun[7]
- 2013: tama Güllübağ[8]
- 2013: tama Deriner[9]
- 2009: tama Borçka[10]
- 2005: tama Muratlı[11]
- 1972: tama Tortum